# Comuna de Wieniawa
Wieniawa (polaco: Gmina Wieniawa) é uma gminy (comuna) na Polónia, na voivodia de Mazóvia e no condado de Przysuski. A sede do condado é a cidade de Wieniawa.
De acordo com os censos de 2004, a comuna tem 5543 habitantes, com uma densidade 53,3 hab/km².

## Área
Estende-se por uma área de 104,03 km², incluindo:
- área agrícola: 79%
- área florestal: 12%

## Demografia
Dados de 30 de Junho 2004:
|                      | Total   | Total | Mulheres | Mulheres | Homens  | Homens |
| -------------------- | ------- | ----- | -------- | -------- | ------- | ------ |
|                      | pessoas | %     | pessoas  | %        | pessoas | %      |
| População            | 5543    | 100   | 2803     | 50,6     | 2740    | 49,4   |
| Densidade (pop./km²) | 53,3    | 100   | 26,9     | 26,9     | 26,3    | 26,3   |

De acordo com dados de 2002, o rendimento médio per capita ascendia a 1462,17 zł.

## Subdivisões
- Brudnów, Głogów, Jabłonica, Kamień Duży, Kłudno, Kochanów Wieniawski, Komorów, Koryciska, Plec, Pogroszyn, Romualdów, Skrzynno, Sokolniki Mokre, Sokolniki Suche, Wieniawa, Wola Brudnowska, Wydrzyn, Zagórze, Zawady, Żuków.

## Comunas vizinhas
- Borkowice, Chlewiska, Orońsko, Przysucha, Przytyk, Szydłowiec, Wolanów